# Arnoud van Doorn
Arnoud van Doorn, né le 18 mars 1966, à La Haye, aux Pays-Bas, est un homme politique néerlandais.

## Biographie
Arnaud van Doorn est né en 1966. En 2008, il a participé à la promotion de Fitna, un court métrage produit par le fondateur du Parti pour la liberté (PVV) Geert Wilders et présentant l'islam comme un vecteur de violence et de terrorisme. Conseiller municipal, à La Haye (Pays-Bas), sous les couleurs du PVV, organisation politique d'extrême droite néerlandaise, jusqu'au mois de décembre 2011, puis comme indépendant, il s'est converti à l'islam en 2013,,. Au mois d'avril de la même année, il a visité La Mecque, puis la mosquée du Prophète, à Médine, en Arabie saoudite,. Selon ses propres déclarations, c'est le discours anti-musulmans du PVV qui l'a conduit à mieux connaître la religion musulmane.